# Marmota broweri
Marmota broweri är en däggdjursart som ingår i släktet murmeldjur, och familjen ekorrar. IUCN kategoriserar arten globalt som livskraftig, då Marmota broweri har en säker population och inga större hot finns.  Inga underarter finns listade i Catalogue of Life.

## Systematik
Marmota broweri beskrevs första gången 1934 av Raymond Maurice Gilmore och Eugene Raymond Hall. Arten ansågs länge vara samma som, eller en underart, till grått murmeldjur men då Marmota broweri visade sig ha en annorlunda kromosomuppsättning uppstod tvivel, och skillnaden har senare bevisats genom molekylärgenetisk analys. Det konstaterades även att arten är närmare släkt med asiatiska murmeldjur än de andra nordamerikanska murmeldjuren.

## Beskrivning
Marmota broweri har svart och vit päls, ibland med bruna toner. Unikt för arten är den helsvarta päls som täcker ovansidan av huvudet från nos till nacke. Tänderna är liksom hos andra gnagare vassa, mejselliknande och fortsätter växa hela djurets liv. Fötterna är svarta eller svartbruna, och har fem kloförsedda tår, även om frambenens tummar har en platt nagel. Svansen är yvig och aningen platt, den utgör mellan en femtedel och en tredjedel av den totala kroppslängden. Längden varierar mellan 54 och 65 centimeter. Hanarna kan bli något större än honorna och blir i snitt 60,5 cm långa medan honorna blir i snitt 58 cm långa. Vad gäller vikten är snittet 3,6 kilo för hannar respektive 3,2 kilo för honor, vikten kan variera mellan 2,5 och 4 kilogram.

## Utbredning och habitat
Marmota broweri återfinns i Brookskedjan i norra Alaska i USA. Utbredningsområdet sträcker sig från Cape Lisburne i väst till Lake Peters i öst. Arten har även hittats i bergskedjan Ray Mountains och Kokrine Hills i centrala Alaska. Marmota broweri lever oftast på höjder mellan 990 och 1220 meter över havet.
Marmota broweri lever på den arktiska tundran, på platser där det finns större mängder klippblock, klippor, större stenar och  talusar. Murmeldjuren gräver sina bon mellan eller under stenarna och klippblocken. Anledningen till detta är att de behöver säkra platser för att skydda sig mot grizzlybjörnar.

## Beteende
Marmota broweri är sociala djur och kan leva i kolonier på upp till 50 individer. Det finns ett direkt samband mellan hur många som lever i kolonin och hur mycket tid varje murmeldjur behöver tillbringa på vakt efter rovdjur. De turas nämligen om att stå på vakt oftast på en klippa eller en större sten i närheten av boet. Om en örn cirklar runt ovanför eller ett annat rovdjur siktas i närheten, så avger djuren varningsläten och skyndar sig att gömma sig i hålorna. 

### Övervintring
Arten är en av de murmeldjursarter som tillbringar längst tid i ide, mellan sex och åtta månader. Marmota broweri försvinner under jord i och med de första snöstormarna i september och går i ide tills i maj eller juni. Även om en grupp murmeldjur under sommaren bebor flera bon samlas gruppen under vinterdvalan i ett mer permanent bo. Detta ligger normalt på en öppen sluttning som tidigt blir snöfri. Boet har oftast bara en öppning för att minimera klimatpåverkan från utsidan, denna täpps igen en bit ifrån ytan på hösten.

### Fortplantning
Marmota broweri parar sig en gång per år, oftast under tidig vår. Parningen äger rum i boet innan djuren kommer ut efter vinterdvalan, dräktigheten varar mellan fem och sex veckor. En kull på fyra eller fem ungar föds under senvåren eller tidigt på sommaren. Ungarna föds i det underjordiska boet, där honan stänger in sig före födseln. Både honan och hannen deltar sedan i uppfostran och beskydd av ungarna. Ungarna föds hårlösa, tandlösa och med stängda ögon, men vid ungefär sex veckors ålder har de tillräckligt mycket päls och är självständiga nog att utforska utanför boet. Unga murmeldjur lever och övervintrar med sina föräldrar i två år innan de blir fullvuxna, de blir könsmogna vid tre års ålder.

### Föda
Marmota broweri äter det mesta som växer i närheten av dess bon, gräs, örter, frukter, spannmål, baljväxter och ibland även insekter. Näringsvärdet hos arktiska växter är lågt och murmeldjuren måste därför äta större mängder för att fylla sitt näringsbehov och för att förbereda sig för vinterdvala.

### Predation
Grizzlybjörnar brukar gräva ut murmeldjur ur sina bon, vilket är en bidragande anledning till att dessa grävs under större stenar och klippblock. Utöver grizzlybjörnar jagar också järv och varg Marmota broweri, och örnar jagar unga murmeldjur.